# Supercoupe du Portugal féminine de football
La supercoupe du Portugal de football féminin ou Supertaça de Portugal de Futebol Feminino est une compétition de football féminin qui originellement opposait lors d'un match unique le champion du Portugal, au vainqueur de la coupe du Portugal. Depuis l'édition 2023, cette compétition s'ouvre aux vice-championnes ainsi que le vainqueur de la Coupe de la Ligue portugaise féminine de football, qui se déroule sous la forme d’un tournoi, dans un système à élimination directe sans match retour.

## Histoire
En 2014-2015, la Fédération portugaise de football a créé un nouveau trophée national entre les vainqueurs du championnat national et de la Coupe du Portugal dans le même format que la Supertaça Cândido de Oliveira. C’est ainsi qu’est née la Supercoupe du Portugal de football féminin.

## Le trophée
Le Trophée de la Supercoupe du Portugal féminine de football est composé de métal, baigné d'or et d'argent. Il mesure 70 centimètres de haut et 28 cm de diamètre, et pèse 5.850 kg. "Il est a la même échelle que la Super Coupe Cândido de Oliveira, en maintenant l’idée de l’égalité des sexes. C’est une pièce plus légère, plus féminine. Avec des éléments détachés, il y a l’idée d’une fête, d’une fin".

## Palmarès
- Les clubs marqués en italique ont participé à la Supercoupe en tant que finalistes de la Coupe du Portugal, en vertu du fait que le champion a réalisé le doublé (remportant le championnat et la Coupe du Portugal la même saison).

| Numéro | Édition | Vainqueur                                    | Finaliste                                    | Score                                        | Lieu                                               | Affluence                                    |
| ------ | ------- | -------------------------------------------- | -------------------------------------------- | -------------------------------------------- | -------------------------------------------------- | -------------------------------------------- |
| 1      | 2015    | CF Benfica (1er titre)                       | Clube de Albergaria                          | 4-0                                          | Estádio Municipal de Abrantes Abrantes             | -                                            |
| 2      | 2016    | CF Valadares Gaia (1er titre)                | CF Benfica                                   | 1-0                                          | Estádio Municipal da Marinha Grande Marinha Grande | -                                            |
| 3      | 2017    | Sporting CP (1er titre)                      | SC Braga                                     | 1-1 (ap : 3-1)                               | Estádio Cidade de Coimbra Coimbra                  | -                                            |
| 4      | 2018    | SC Braga (1er titre)                         | Sporting CP                                  | 1-1 (Tab : 5-4)                              | Estádio do Fontelo Viseu                           | -                                            |
| 5      | 2019    | SL Benfica (1er titre)                       | SC Braga                                     | 1-0                                          | Estádio João Cardoso Tondela                       | -                                            |
| 6      | 2020    | Annulée en raison de la pandémie de Covid-19 | Annulée en raison de la pandémie de Covid-19 | Annulée en raison de la pandémie de Covid-19 | Annulée en raison de la pandémie de Covid-19       | Annulée en raison de la pandémie de Covid-19 |
| 7      | 2021    | Sporting CP (2e titre)                       | SL Benfica                                   | 2-0                                          | Estádio do Restelo Lisbonne                        |                                              |
| 8      | 2022    | SL Benfica (2e titre)                        | Sporting CP                                  | 4-1 (ap)                                     | Estádio Dr. Magalhães Pessoa Leiria                | 8544                                         |
| 9      | 2023    | SL Benfica (3e titre)                        | Sporting CP                                  | 1-1 (ap) (3-0 t. a. b.)                      | Estádio Municipal de Aveiro Aveiro                 | 10136                                        |
| 10     | 2024    | Sporting CP (3e titre)                       | SL Benfica                                   | 2-1                                          | Estádio do Restelo Lisbonne                        |                                              |

### Bilan par clubs
| Club                | Vainqueurs | Finalistes | Victoires et finales               |
| Sporting CP         | 3          | 3          | 2017, 2018, 2021, 2022, 2023, 2024 |
| SL Benfica          | 3          | 2          | 2019, 2021, 2022, 2023, 2024       |
| SC Braga            | 1          | 2          | 2017, 2018, 2019                   |
| CF Benfica          | 1          | 1          | 2015, 2016                         |
| Valadares Gaia FC   | 1          | 0          | 2016                               |
| Clube de Albergaria | 0          | 1          | 2015                               |